# Kawase Seiji
Seiji Kawase (sinh ngày 2 tháng 8 năm 1976) là một cầu thủ bóng đá người Nhật Bản.

## Sự nghiệp câu lạc bộ
Seiji Kawase đã từng chơi cho Vissel Kobe.